# روزبهان بقلی: تجربه عرفانی و شطح ولایت در تصوف اسلامی
روزبهان بقلی: عرفان و شطح اولیاء در تصوف اسلامی تحقیق مفصلی از کارل دابلیو. ارنست راجع به روزبهان بقلی فسایی است. این کتاب جایزه فارابی را دریافت کرد.

## نقد
این کتاب در مجله بین‌المللی مطالعات خاورمیانه بررسی شده‌است.
لئونارد لویزون این کتاب را «دارای اهمیت کلیدی برای مطالعه روزبهان» می‌خواند.

## ترجمهٔ فارسی
این کتاب دو بار به فارسی ترجمه شده‌است:
- روزبهان بقلی: عرفان و شطح اولیاء در تصوف اسلامی، کارل ارنست، مجدالدین کیوانی (مترجم)، تهران: نشر مرکز
- روزبهان بقلی: تجربه عرفانی و شطح ولایت در تصوف اسلامی، کارل ارنست، کورس دیوسالار (مترجم)، ناشر: امیرکبیر